# Entephria flavicincta
Entephria flavicincta là một loài bướm đêm trong họ Geometridae.